# Winter van 1783-1784

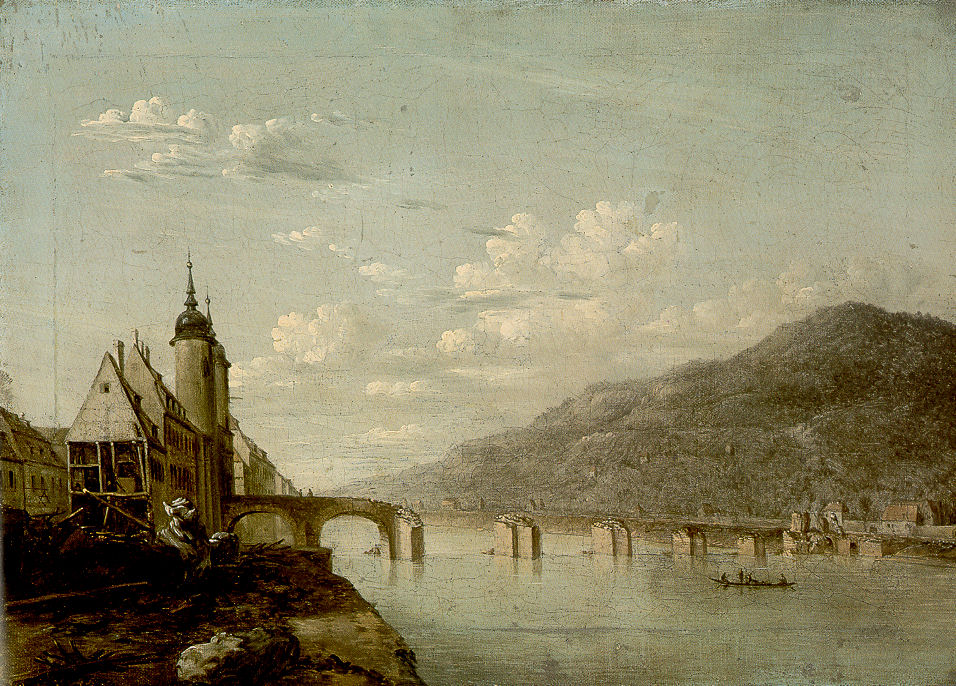
De brug bij Heidelberg is zwaar beschadigd door ijsgang (1784)

De extreme winter van 1783–1784 op het noordelijk halfrond wordt in Centraal-Europa beschouwd als een van de zwaarste ooit, maar was ook hevig in Noord-Amerika en Azië. De winter werd in februari en maart 1784 in Centraal-Europa gevolgd door enorme overstromingen mede als gevolg van smeltende sneeuw. In Nederland veroorzaakten ijsdammen de watersnood van 1784. Er verdronken 15 mensen.
Algemeen wordt hevig vulkanisme in de zomer en herfst van 1783 als een de belangrijkste oorzaken van deze strenge winter gezien. Door de acht maanden durende uitbarsting van de Laki (130 kraters) op IJsland en in september 1783 de explosie van de Asama op Honshu kwamen grote hoeveelheden zwavel en as in de atmosfeer terecht.
In Nederland was de winter met -2,3 graden gemiddeld extreem koud. Het koudegetal liep in Zwanenburg op tot een geschatte waarde van 251,7.